# Humphry Wakefield (2e baronnet)
Edward Humphry Tyrrell Wakefield, 2e baronnet, (né le 11 juillet 1936) est un baronnet anglais et un expert des antiquités et de l'architecture.
Wakefield fait une carrière dans l'étude et la restauration historique de meubles anciens. Il a travaillé pour Christie's de Londres, puis est devenu directeur et président de sociétés d'antiquaires.
En 1982, il achète le château de Chillingham, Northumberland, à la famille Grey de Northumberland, la famille de sa troisième épouse Katherine, fille de Mary Grey. Il a depuis restauré le château en ruine dans un état habitable pour abriter sa vaste collection d'antiquités et de celles de ses proches.

## Jeunesse

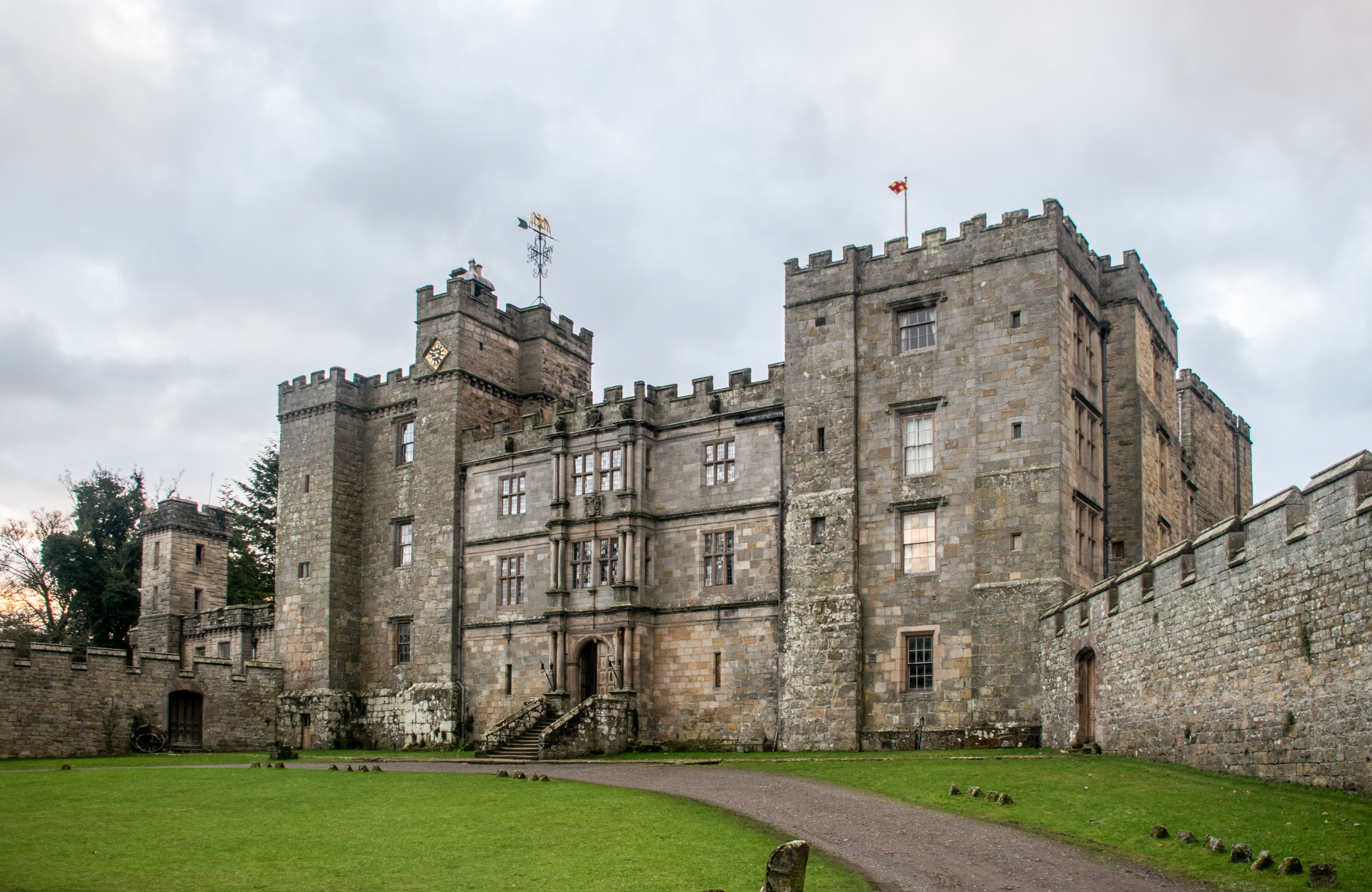
La maison de Wakefield, le château de Chillingham

Wakefield est le fils aîné de l'homme politique Edward Wakefield, neveu du 1er baron Wakefield de Kendal, et de Constance Lalage Thompson, deuxième enfant de John Perronet Thompson. Il fait ses études à la Gordonstoun School et au Trinity College de Cambridge.

## Carrière
Après avoir quitté Cambridge, Wakefield est nommé dans le 10th Royal Hussars et se retire de l'armée avec le grade de capitaine. Il est administrateur de Mallett & Son (Antiques) Ltd, de 1971 à 1978 et vice-président exécutif de Mallett America Ltd. de 1970 à 1975. Il est ensuite président de Tyrrell & Moore Ltd de 1978 à 1992. Il rejoint l'équipe néo-zélandaise Everest en 1990 et est membre de l'expédition antarctique de Norman D. Vaughan en 1993.
Il est administrateur de la Tree of Life Foundation depuis 1976 et mécène de la Wilderness Foundation depuis 1999. Il est également président de l'équipe de sauvetage en montagne du parc national de Northumberland, de l'Avison Trust et de la Tibetan Spaniel Association. Il est directeur du Festival dei due mondi (États-Unis et Italie) de 1973 à 1980 et est membre de la Pierpont Morgan Library et de la Royal Geographical Society. Il est membre à vie du Scott Polar Institute et du Harlequin Football Club.
Il est également membre du Conseil permanent du Baronetage et de la Société des Dilettanti. Il appartient aux Beefsteak, Cavalry and Guards, et Turf Clubs.
Wakefield, dont le beau-père, Lord Howick, est gouverneur du Kenya pendant la crise des Mau Mau, possède un cheval appelé Barack, du nom du président américain à moitié kenyan Barack Obama, "parce que le cheval est à moitié noir et à moitié blanc".

## Mariages et enfants
Il épouse Priscilla Bagot (née en 1939), fille aînée d'Oliver Robin Gaskell, plus tard Bagot (lui-même neveu et héritier d'Alan Desmond Bagot, baronnet, et Annette Dorothy Stephens), le 17 septembre 1960 et divorce en 1964. Il n'a pas d'enfants de ce mariage.
Il se remarie le 1er juillet 1966 (divorce en 1971) avec Elizabeth Sophia Sidney (née le 12 mars 1941) fille du 1er vicomte De L'Isle, et ancienne épouse de George Silver Oliver Annesley Colthurst (dont une fille, aujourd'hui épouse du 9e baron Latymer). Ils ont un fils.
En décembre 1974, Wakefield se marie pour la troisième fois à Katherine Mary Alice Baring (née le 30 mars 1936), fille aînée du 1er baron Howick de Glendale et de son épouse Mary Cecil Grey (décédée en 2002), fille aînée de Charles Grey (5e comte Grey). Ils ont un fils et une fille; un autre fils est mort peu de temps après sa naissance.
- Maximilian Edward Vereker Wakefield (né le 22 février 1967)[4], pilote de course[5], épouse en 1994 Lucinda Katharine Elizabeth Pipe, une fille du lieutenant-colonel David Pipe, et a deux enfants
  - William Wavell Wakefield (né en 1998)
  - Edward 'Zed' Gort Wakefield (né en 2000)
- William Wakefield (né et décédé en 1975)
- Mary Elizabeth Lalage Wakefield (née en 1975), mariée en décembre 2011 à Dominic Cummings[6] un fils, Alexander Cedd
- Jack Humphry Baring Wakefield (né en 1977), ancien directeur de la Fondation Firtash[7]